# Cultura indipendente in Croazia
La cultura indipendente in Croazia è un settore della scena culturale croata che include vari attori (individui, gruppi, associazioni, piattaforme, iniziative, campagne, ecc.) i quali operano indipendentemente dal patrocinio esclusivo di istituzioni statali, locali o regionali e dagli interessi commerciali delle imprese, vale a dire del settore privato. Ha iniziato a prendere forma a partire dagli anni '90 del XX secolo per poi svilupparsi ulteriormente nei primi anni 2000. Questo periodo è stato seguito da un rafforzamento del coordinamento e della cooperazione a livello regionale.

## Definizione
La definizione del termine cultura indipendente non è priva di controversie. La lingua inglese e la cultura anglosassone riconoscono la produzione culturale indipendente in primo luogo come alternativa all'industria cinematografica o musicale mainstream. Secondo E. Višnić, questo termine comprende tutti quegli attori nel campo della cultura che non sono stati fondati dallo Stato o da altre istituzioni esterne, che determinano autonomamente le loro strutture organizzative, organi e processi decisionali e gestionali, e le cui finanze e programmi non dipendono esclusivamente dallo Stato o da soggetti terzi.
Emina Višnić dà la priorità al termine cultura indipendente rispetto a termini che potrebbero costituirne un'alternativa. Alcuni di questi sono: cultura alternativa, cultura urbana, cultura giovanile, sottocultura, controcultura. In quanto diversi termini alternativi indicano solo una parte di questo campo culturale, viene preferito l'utilizzo del termine cultura indipendente.

## Attori principali
Tra gli attori principali della scena culturale indipendente rientrano prevalentemente le associazioni e le organizzazioni della società civile nel campo della cultura e dell'arte contemporanea. La loro attività è "caratterizzata da pratiche artistiche socialmente impegnate, attiviste e progressiste, dall'esame dei quadri istituzionali riguardanti le attività nel campo culturale e dall'istituzione di nuovi modelli di azione collettiva, compreso il networking tattico allo scopo di migliorare le condizioni di lavoro". La loro struttura è il più delle volte organizzata orizzontalmente. Gli attori della scena culturale indipendente si trovano spesso in una posizione emarginata rispetto al settore pubblico nel campo della cultura. Infatti, l'insicurezza finanziaria e la mancanza di spazi d'azione “è una diretta conseguenza della posizione ineguale che la scena indipendente occupa all'interno del sistema culturale”. Tali condizioni possono portare a una diminuzione della stabilità e persino al collasso di alcune organizzazioni.

## Storia

### Anni '90 del XX secolo
In Croazia, come nella maggior parte dei paesi post-socialisti dell'Europa sudorientale, il panorama culturale è caratterizzato dal predominio della cosiddetta cultura ufficiale creata e portata avanti dalle istituzioni governative e dall'ingombrante sistema di istituzioni nel campo della cultura, direttamente controllato dall'amministrazione statale (centrale, regionale o locale). Lo sviluppo di una scena culturale indipendente in Croazia è avvenuto all'inizio degli anni '90 del XX secolo, dopo il crollo della Repubblica Socialista Federale di Jugoslavia. Sebbene vi siano stati numerosi cambiamenti a livello sociale e politico, il settore pubblico nel campo della cultura non ha attraversato una transizione strutturale significativa e funziona tuttora in gran parte secondo principi ereditati dal precedente sistema, considerati superati e inappropriati alle nuove circostanze.
La prima fase della scena culturale indipendente in Croazia, nell'ultimo decennio del XX secolo, è stata segnata da organizzazioni che si sono concentrate principalmente su se stesse, operando in modo più o meno autonomo, cosicché l'intera scena ne è risultata atomizzata. In questo periodo non esisteva una strategia culturale nazionale né locale, mentre la politica culturale era ancora orientata verso forme di azione rappresentative. A causa dell'impossibilità di finanziamento da parte delle autorità nazionali e locali, molti attori della scena culturale indipendente si sono rivolti a fondazioni internazionali. Una delle principali fondazioni che ha finanziato i progetti della scena culturale indipendente croata è stato l'Open society Institute - Croatia. Gli attori che hanno ricevuto il sostegno della suddetta fondazione sono riusciti ad "assicurarsi il riconoscimento nella comunità offrendo un tipo di pratica culturale e artistica diversa e mantenendo così la Croazia in contatto con le tendenze mondiali contemporanee riguardanti la scena culturale e artistica."  Nel 1991 è stato fondato il Labin Art Express, preceduto pochi anni prima, nel 1988, dall'organizzazione di Dubrovnik Art workshop Lazareti (Laboratorio d'arte Lazareti), di cui l'artista Slaven Tolj è considerato il principale iniziatore. Le attività di queste organizzazioni sono caratterizzate dall'impegno verso questioni sociali rilevanti, da vedere come una reazione alla situazione dell'epoca, in cui l'unica opzione culturale era la cultura tradizionale e nazionale.

### XXI secolo

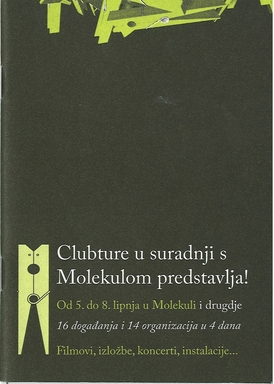
Manifesto per il primo Forum di Clubture, tenutosi a Fiume nel 2008

#### Dal 2000 al 2010
Secondo E. Višnić, la seconda fase dello sviluppo della scena culturale indipendente si verifica tra il 2001 e il 2002, in concomitanza con il processo di transizione e democratizzazione in Croazia, quando le organizzazioni della scena culturale indipendente iniziano a formare legami e a rafforzarsi. In questo periodo aumenta il numero degli attori e dei programmi e prende forma uno scenario formato da diverse iniziative informali, organizzazioni non governative, circoli non profit e organizzazioni artistiche. Alcuni esempi dei nuovi protagonisti della scena culturale indipendente sono: l'Unione delle associazioni Clubture e la piattaforma collaborativa locale Zagreb - Kulturni kapital Evrope 3000 (Zagabria - Capitale europea della cultura 3000). Inoltre, la situazione dei finanziamenti subisce delle modifiche con l'istituzione, presso il Ministero della cultura della Repubblica di Croazia, del Consiglio per la cultura dei media, e la creazione della Commissione (oggi Consiglio) per la cultura urbana e la cultura giovanile presso l'Ufficio comunale per la cultura della città di Zagabria. Per quanto riguarda il finanziamento dei programmi della scena culturale indipendente, questa fase è caratterizzata da una forte diminuzione dei finanziamenti e dal ritiro dei fondi internazionali dopo il completamento della prima fase di transizione e democratizzazione. La cultura indipendente è ancora vista come alternativa, come parte di un fenomeno che si oppone alla cultura istituzionale, cosiddetta dominante. Nel 2001 il Multimedijalni institut (Istituto multimediale) ha dato il via a una piattaforma con lo scopo di presentare programmi di organizzazioni culturali indipendenti, iniziative e club non profit, dalla quale ha avuto origine la rete Clubture. Nel maggio 2002 si è tenuta la prima sessione dell'Assemblea di Clubture, conclusasi con l'istituzione dell'Unione delle associazioni Clubture. L'idea chiave attorno alla quale si è formata la rete Clubture è stata quella di rafforzare le organizzazioni - così come il settore culturale indipendente nel suo insieme - attraverso lo sviluppo di un modello che possa stimolare la cooperazione intensiva per quanto riguarda lo sviluppo di programmi e progetti e lo scambio tra i membri della rete così come tra chi sia interessato allo scambio di contenuti culturali, pur non essendo membro di Clubture. A metà del 2004 ha inizio la terza fase dello sviluppo della scena culturale indipendente in Croazia, segnata da una svolta verso il sistema, “verso il suo cambiamento che consentirà di accettare il suo potenziale trasformativo”. Durante questo periodo, gli attori della scena culturale indipendente si confrontano con il quadro istituzionale e infrastrutturale proponendo diverse soluzioni a lungo termine e conducendo dibattiti pubblici e campagne mediatiche attraverso i quali si adoperano per garantire il proprio sviluppo, ma anche la trasformazione dell'intero sistema culturale nel suo complesso.
Nel 2008, la rete Clubture ha lanciato il programma Clubture Forum con lo scopo di favorire lo scambio di informazioni, conoscenze e competenze specifiche tra le organizzazioni della scena culturale indipendente, rafforzando i legami tra di esse e incrementando la loro visibilità nei confronti dei soggetti con poteri decisionali e del pubblico. Il primo Clubture Forum si è tenuto a Fiume dal 5 all'8 giugno 2008, mentre lil Forum più recente, il 14° consecutivo, si è tenuto a Osijek dal 24 al 26 settembre 2021.
Nel 2008 è stato fondato POGON - Zagrebački centar za nezavisnu kulturu i mlade (POGON - Centro per la cultura indipendente e i giovani a Zagabria), la prima istituzione culturale pubblica in Croazia. Le attività di POGON si basano sui principi del partenariato pubblico-civile.

#### Dopo il 2010

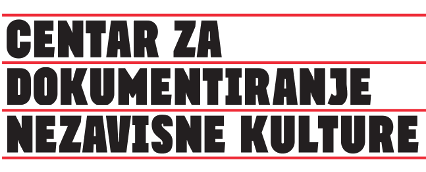
Logo del Centro per la documentazione della cultura indipendente

Il Centar za dokumentiranje nezavisne kulture (Centro per la documentazione della cultura indipendente) è un progetto che cerca di documentare e archiviare le attività dei protagonisti della scena culturale indipendente in Croazia. Il cosiddetto archivio comunitario della scena culturale indipendente in Croazia è stato fondato a Zagabria nel 2011. Si tratta di un progetto collaborativo guidato da due associazioni, vale a dire: Udruga za promicanje kulture Kulturtreger (Associazione per la promozione della cultura Kulturtreger) e KURZIV - platforma za pitanja kulture, medija i društva (KURZIV - piattaforma per questioni culturali, dei media e sociali).

## Networking tattico

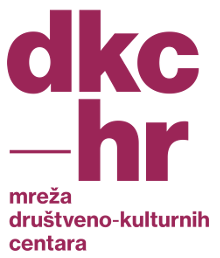
Logo della rete DKC-HR

Il termine networking tattico si riferisce a nuove forme di pratiche socioculturali. Sono caratterizzate dall'ampliamento della definizione di attività culturale e dallo sviluppo di nuove pratiche e modelli collaborativi. Le reti tattiche, ovvero le piattaforme collaborative, ampliano significativamente "l'area della cultura, definendola non come arte e patrimonio, che è l'approccio tradizionale che da decenni domina la cultura europea, ma come area di intensa interazione sociale, tecnologica e artistica".
Dopo 5 anni di coordinamento e cooperazione informale, è stata costituita la Rete dei centri sociali e culturali DKC-HR, fondata il 28 maggio 2020 a Zagabria.

### Esempi di rete
- Unione delle associazioni Clubture / Clubture Network
- Piattaforma di advocacy POLICY_FORUM
- Piattaforma collaborativa locale Zagabria — Capitale culturale d'Europa 3000

#### Zagabria - Capitale culturale d'Europa 3000
Zagabria - Capitale culturale d'Europa 3000 è stato il primo grande progetto congiunto e a lungo termine della scena indipendente a Zagabria negli anni 2000 e ha contribuito in modo significativo alla sua visibilità locale e internazionale. Inoltre, questo progetto ha avuto un ruolo importante nello sviluppo delle politiche pubbliche verso la cultura indipendente e ha segnato una svolta verso l'attivismo sociale. Questa piattaforma è stata lanciata nel 2003 dalle organizzazioni Centar za dramsku umjetnost (Centro per l'arte drammatica), Multimedijalni institut (Istituto multimediale), Platform 9.81 (Piattaforma 9.81) e Što, kako i za koga / WHW (Cosa, come e per chi / WHW). Successivamente si sono unite anche altre organizzazioni, come: Bacači sjenki (Lanciatori d'ombra), Blok - Lokalna baza za osvježavanje kulture (Blok - Base locale per il rinnovo culturale), Community Art e Kontejner - biro suvremene umjetničke prakse (Contenitore - ufficio per le pratiche artistiche contemporanee).

## Festival in Croazia
Elenco incompleto di festival legati alla cultura indipendente in Croazia:
- Urbanfestival (Festa urbana)
- Ekstravagantna tijela (Corpi stravaganti)
- Touch me (Toccami)
- Device ArtDevice Art